# Katherine Kamhi
Katherine Gene Kamhi (Nova Iorque, 15 de fevereiro de 1964) é uma atriz norte-americana de televisão, cinema e teatro.

## Primeiros anos
Kamhi nasceu na cidade de Nova Iorque em 1964, filha de Maurice, um ator e diretor, e Barbara, uma pianista concertista e atriz de teatro. É a mais nova de três irmãos. Ingressou no meio artístico ainda na infância, começando como bailarina. Aos onze anos, apresentou-se com o Balé Bolshoi no Metropolitan Opera House e, posteriormente, cursou teatro na Performing Arts High School de Nova Iorque e formou-se na Professional Children's School.

## Carreira
No início da década de 1980, aos 17 anos, Kamhi interpretou Pam Kingsley, personagem regular na telessérie All My Children (ABC). Anteriormente ela já havia feito pequenas participações nos filmes Audrey Rose (1977) e Fame (1980). Além disso, contracenou nessa época com Maureen Teefy e Laura Deane num especial televisivo da CBS. Em 1983, desempenhou seu primeiro papel cinematográfico de destaque no filme de terror Sleepaway Camp, interpretando Meg, uma mesquinha monitora de um acampamento de férias assolado por uma onda de assassinatos. Desde o lançamento, esse longa passou a ser considerado um clássico cult do cinema slasher.
Após Sleepaway Camp, ela interpretou Marcy na série Guiding Light (CBS) por quatro anos. Desde os anos 2000, passou a aparecer consistentemente em episódios de muitos outros programas de televisão populares, entre os quais NYPD Blue. Retornando ao cinema independente, participou de filmes como Three Days of Rain (2002), estrelado por Blythe Danner e Harry Dean Stanton e que teve boa recepção ao ser exibido na primeira edição do Festival de Cinema de Tribeca. Além disso, ela desempenhou vários papéis principais em produções teatrais em Nova Iorque e Los Angeles, incluindo um espetáculo off-Broadway com duração de um ano.

## Vida pessoal
A atriz casou-se em 1993 com o jornalista e produtor de televisão Tony Coghlan, também editor chefe do escritório de Los Angeles da revista de notícias e telejornal Inside Edition, da CBS Media Ventures. Kamhi e Coghlan tiveram dois filhos: Jack e Madeleine, que também seguiu carreira na atuação.

## Filmografia

### Cinema
| Ano  | Título               | Papel                  | Notas                                   | Ref.   |
| ---- | -------------------- | ---------------------- | --------------------------------------- | ------ |
| 1977 | Audrey Rose          |                        | Pequeno papel não creditado             | [ 3 ]  |
| 1980 | Fame                 |                        | Pequeno papel não creditado             | [ 3 ]  |
| 1983 | Sleepaway Camp       | Meg                    | Título alternativo: Nightmare Vacation  | [ 1 ]  |
| 1984 | Silent Madness       | Jane                   | Título alternativo: Beautiful Screamers | [ 1 ]  |
| 2002 | Three Days of Rain   | Oficial de justiça     |                                         | [ 4 ]  |
| 2002 | Prisoners of Freedom | Greta Weisman          | Documentário dramatizado                | [ 8 ]  |
| 2014 | The Occupants        | Mulher agredida        |                                         | [ 9 ]  |
| 2019 | Oh, Sorry            | Frequentadora do clube | Curta-metragem                          | [ 10 ] |
| 2021 | Defibrillator        |                        | Curta-metragem; produtora executiva     | [ 11 ] |

### Televisão
| Ano     | Título                                          | Papel                   | Notas                                         | Ref.   |
| ------- | ----------------------------------------------- | ----------------------- | --------------------------------------------- | ------ |
| 1980-82 | All My Children                                 | Pamela Kingsley         | Papel recorrente                              | [ 12 ] |
| 1981    | CBS Afternoon Playhouse                         | Becky                   | Episódio: "Portrait of a Teenage Shoplifter"  | [ 1 ]  |
| 1982    | The Edge of Night                               | Garota no restaurante   | Participação episódica                        | [ 13 ] |
| 1983    | The Star-Crossed Romance of Josephine Cosnowski | Josephine Cosnowski     | Especial                                      | [ 1 ]  |
| 1984    | Kate & Allie                                    | Suzie                   | Episódio: "Diner"                             | [ 1 ]  |
| c. 1988 | Guiding Light                                   | Marcy                   | Papel recorrente                              | [ 1 ]  |
| 1988    | ABC Afterschool Specials                        | Julia Flemming          | Episódio: "Terrible Things My Mother Told Me" | [ 1 ]  |
| 1990    | The Marshall Chronicles                         | Irmã de Leslie          | Episódio: "Night of the Chopped Liver"        | [ 1 ]  |
| 1990    | Get a Life                                      | Stacy                   | Episódio: "The Sitting"                       | [ 1 ]  |
| 1995    | NYPD Blue                                       | Connie Williams         | Episódio: "One Big Happy Family"              | [ 1 ]  |
| 2003    | Dragnet                                         | Detetive Hubbel         | Papel recorrente                              | [ 14 ] |
| 2003    | The Practice                                    | Adva. Marsha Singleton  | Episódio: "The Chosen"                        | [ 1 ]  |
| 2003    | Judging Amy                                     | Ella Croft/Mrs. Nichols | Episódio: "Into the Fire"                     | [ 1 ]  |
| 2003    | Without a Trace                                 | Paula Scanlan           | Episódio: "Moving On"                         | [ 1 ]  |
| 2008    | Ghost Whisperer                                 | Deb Yates               | Episódio: "The Gravesitter"                   | [ 1 ]  |
| 2008-09 | The Young and the Restless                      | Gretchen Mills          | Participação episódica                        | [ 1 ]  |
| 2008-09 | The Young and the Restless                      | Dra. Alicia Jamison     | Papel recorrente                              | [ 15 ] |
| 2009    | Mental                                          | Elodie Martin           | Episódio piloto                               | [ 16 ] |
| 2009    | Bones                                           | Agente Lisa Kopek       | 2 episódios                                   | [ 16 ] |
| 2010    | Medium                                          | Mãe Whitten             | 1 episódio                                    | [ 17 ] |
| 2011    | Law & Order: Los Angeles                        | Detetive Lundgrad       | Episódio: "Silver Lake"                       | [ 18 ] |
| 2012    | Touch                                           | Sharon Deluca           | Episódio: "Tessellations"                     | [ 16 ] |
| 2013    | Castle                                          | Lina El-Masri           | 2 episódios                                   | [ 16 ] |
| 2014    | Parenthood                                      | Dra. Meadow             | Episódio: "Vegas"                             | [ 18 ] |
| 2015    | Scorpion                                        | Dra. Hill               | Episódio: "Postcards from the Edge"           | [ 16 ] |
| 2016    | NCIS: Los Angeles                               | Samantha Rogers         | 1 episódio                                    | [ 17 ] |
| 2016    | Code Black                                      | Denise                  | 1 episódio                                    | [ 17 ] |
| 2017    | A Girl Followed                                 | Bela mulher no parque   | Telefilme                                     | [ 19 ] |
| 2017    | Speechless                                      | Administradora          | 1 episódio                                    | [ 2 ]  |
| 2018    | The Fosters                                     | Juíza Engleman          | Episódio: "Meet the Fosters"                  | [ 18 ] |
| 2018    | Get Shorty                                      | Cath Nardini            | 2 episódios                                   | [ 20 ] |
| 2019    | Truth Be Told                                   | Darla                   | Episódio: "Not Buried, Planted"               | [ 16 ] |

- Também há registros de sua atuação em episódios de General Hospital (ABC) e True Blue e no especial Raising Caines (NBC).[1]

### Vídeo musical
| Ano  | Título             | Artista      | Notas                                   | Ref.   |
| ---- | ------------------ | ------------ | --------------------------------------- | ------ |
| 2022 | "Do You Remember?" | Darren Hayes | Atriz de fundo e assistente de produção | [ 21 ] |

## Teatro
| Ano     | Título                   | Local                                     | Ref.   |
| ------- | ------------------------ | ----------------------------------------- | ------ |
| 1986    | Wretched Excess          | Sanford Meisner Theater, Nova Iorque      | [ 22 ] |
| 1987-88 | A Shayna Maidel          | Westside Arts Theatre, Nova Iorque        | [ 23 ] |
| N/E     | Dolores                  | Friends and Artists Theatre, Los Angeles  | [ 1 ]  |
| N/E     | Mount Allegro            | GeVa Theatre, Rochester, Nova Iorque      | [ 1 ]  |
| N/E     | Muhammed Ali Wait for Me | Eighteenth Street Theatre, Nova Iorque    | [ 1 ]  |
| N/E     | Tilt                     | Ensemble Studio Theatre, Nova Iorque      | [ 1 ]  |
| N/E     | Tom Sawyer (musical)     | Cape Playhouse, Cape Cod, Massachusetts   | [ 1 ]  |
| N/E     | The Undoing              | Mill Hill Playhouse, Trenton, Nova Jersey | [ 1 ]  |
| N/E     | Victims Three            | Network Theatre, Nova Iorque              | [ 1 ]  |